# Gare de Butgenbach
La gare de Butgenbach (parfois appelée Bütgenbach en allemand) est une ancienne gare ferroviaire belge de la ligne 45A, de Jünkerath à Weywertz située sur le territoire de la commune de Butgenbach dans la province de Liège, en Région wallonne.

## Situation ferroviaire
La gare de Weywertz se trouvait au point kilométrique (PK) 10,5 de la ligne 45A, de Jünkerath à Weywertz, entre les gares de Bullange et Weywertz.

## Histoire

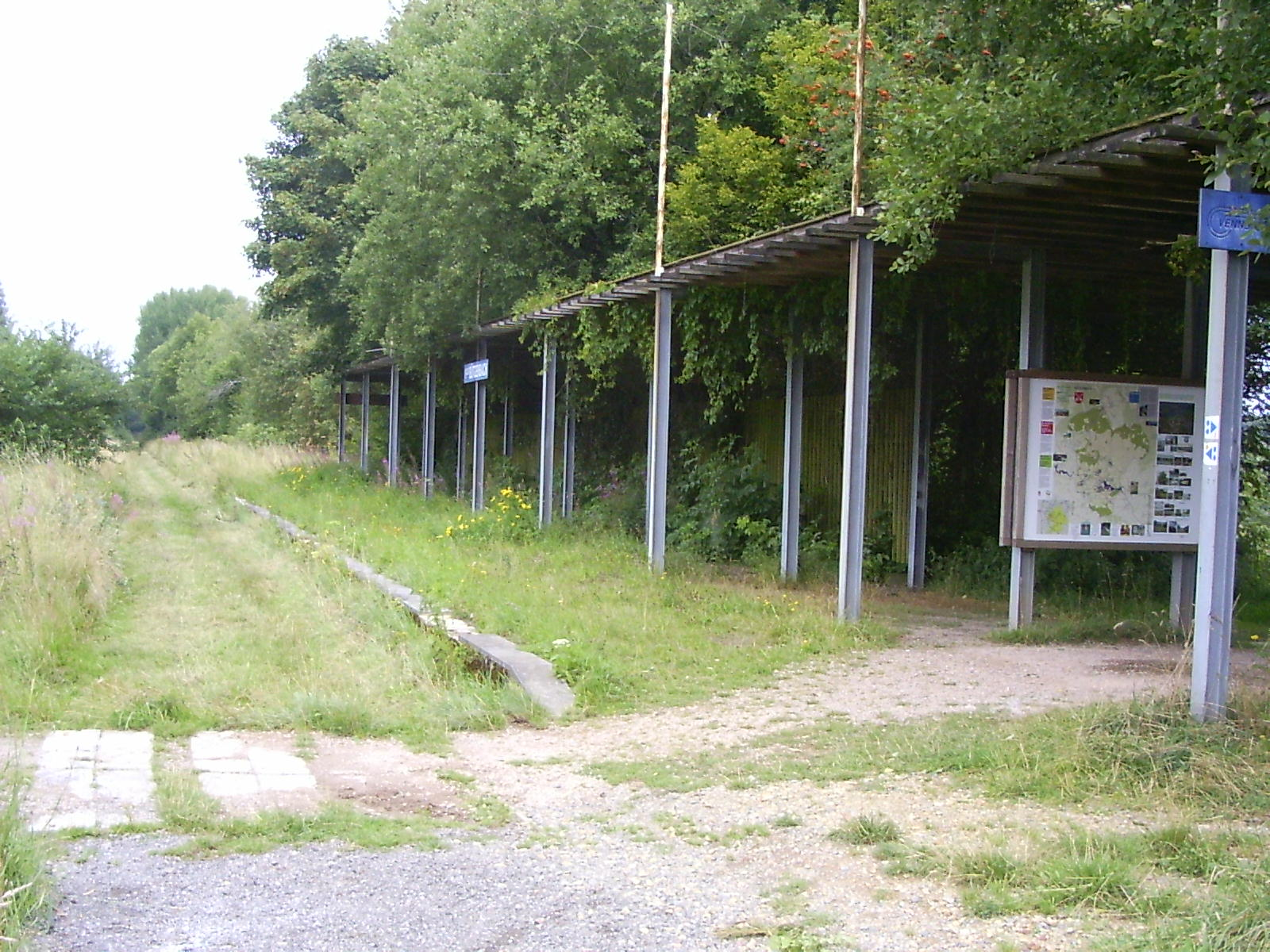
Abri en tôle des trains touristiques, démoli depuis.

La gare de Bütgenbach est inaugurée en fanfare le 1er juillet 1912 par les Chemins de fer d'État de la Prusse (KPEV) donnant à la bourgade un accès plus direct au chemin de fer et une liaison avec l'intérieur du pays. Depuis 1885, elle possédait déjà sa propre gare sur la ligne des Fagnes, qui sera renommée gare de Weywertz. Réclamée de longue date, cette ligne dont le trafic voyageurs et marchandises se montrera florissant avait été bâtie avec des arrière-pensées d'un tout autre ordre : prolongée jusque Remagen dans la vallée du Rhin par d'autres chemins de fer à double voie mis en service la même année, elle devait supporter un intense trafic militaire en cas de conflit avec la France.
Après l'Armistice, les frontières sont chamboulées et Butgenbach devient une commune belge dont le chemin de fer est administré par le réseau de l’État belge, future SNCB. Le trafic international fait les frais des deux conflits mondiaux mais est rétabli à chaque fois après plusieurs années. Les trains de voyageurs désertent néanmoins la ligne 45A à partir de mai 1952.
La ligne, seulement parcourue par des trains de marchandises, un sporadique transport de troupes et de véhicules militaires ainsi que, de 1990 à 2002, par les trains touristiques de l'ABSL Vennbahn, ferme définitivement en 2004.

## Patrimoine ferroviaire
Rien ne subsiste bâtiment de la gare, démoli en 1957, et l'abri de quai construit par l'association Vennbahn en 1990.